# Севернокорейски ядрен опит (януари 2016)
Ядреният опит от 6 януари 2016 е четвъртият подземен ядрен опит на Северна Корея. Проведен е в 10:00:01 ч. местно време на полигона Пюнге-ри, на около 50 km северозападно от окръг Килджу. Геоложки проучвания на САЩ отчитат земетресение с магнитуд 5,1 от местоположението. Китайския център съобщава за 4,9 по Рихтер.
Севернокорейската държавна медия съобщава, че режимът успешно тества водородна бомба. Въпреки това експерти, както и длъжностни лица и агенции в Южна Корея се съмняват и твърдят, че устройството е по-вероятно да е ядрено. Такива оръжия използват водороден синтез за получаване на по-малки, по-леки бойни глави, подходящи за въоръжаване на такива като ракети, а не да постигат разрушителната сила на една истинска водородна бомба.

## Преди опита
Северна Корея преди това провежда три подземни ядрени опити през 2006 г., 2009 г. и 2013 г., което им налага санкции от Съвета за сигурност на ООН.
Президентите на САЩ и Южна Корея призовават Северна Корея да се присъедини отново към шестстранните преговори през октомври 2015 г. Президентите също предупреждават Северна Корея срещу четвърти ядрен опит.
През декември 2015 г. върховният лидер на Северна Корея Ким Чен Ун предполага, че страната има капацитета да постави началото на водородна бомба, устройство със значително повече енергия, отколкото конвенционалните атомни бомби, използвани в предишните тестове. Това е посрещнато със скептицизъм от Белия дом и длъжностни лица от Южна Корея. По това време страната е в състояние за евентуални мирни преговори, които да сложат край на Корейската война.
В реч на Нова година, Ким Чен Ун предупреждава, че провокации от „инвазивни аутсайдери“ ще бъдат посрещнати със „свещена война на справедливостта“.

## Опит
Правителството на Северна Корея описва опита като „пълен успех“ и го характеризира като самозащита срещу Съединените щати. Държавната медия твърди, че бомбата съществува месец преди да се проведе теста.
Корейската централна телевизия (KCTV) обявява, че „САЩ е събрал сили, враждебни към КНДР, и повдигат клеветнически въпрос за правата на човека, за да попречат на развитието на КНДР. Съдбата на КНДР не трябва да бъде защитавана от други сили, а от самата КНДР“.

## Скептицизъм за водородна бомба
Земетресението, причинено от ядрения тест, е с магнитуд 5,1 – подобно на земетресението 5,1 по скалата на Рихтер, което предизвика ядреният опит от 2013 г.
Вон-Йонг Ким от обсерваторията Ламонт-Дохърти, обяснява, че той е „по-мощен от предишния ядрен опит на Северна Корея“ и добавя, че е трудно да се определи количествено „точния размер на ядрени детонации на Северна Корея, тъй като дълбочината на взривното устройство, свойствата на скалата, която заобикаля експлозията, и други фактори влияят на сеизмичните измервания“, защото Северна Корея не оповестява дълбочина на теста, въпреки че се смята, че материалът в Пюнге-ри е твърд гранит.
Трусовете са усетени в Чангбай, Хунчун и Янгжи, както и в провинция Дзилин в Китай. Китайската централна телевизия показва снимки на ученици, които са евакуирани в района, а на местната гимназия се появяват пукнатини. Според китайското министерство на външните работи, Пекин не знае предварително за опита.
Въпреки че Северна Корея твърди, че тестът е „успешна“ детонация на водородна бомба, международни експерти и членове на правителството на Южна Корея изразяват скептицизъм, защото експлозията е твърде малка.